# Biographisches Lexikon der Deutschen Burschenschaft
Das Biographische Lexikon der Deutschen Burschenschaft ist ein alphabetisches studentenhistorisches Nachschlagewerk. Das vom österreichischen Studentenhistoriker Helge Dvorak begründete mehrbändige Lexikon ist ein Standardwerk zur Studentengeschichts- und Hochschulforschung. 

## Entstehungsgeschichte
Ein Biographisches Lexikon der Deutschen Burschenschaft wurde bereits 1910 erwogen. Es wurde schließlich 1996 von Helge Dvorak (1927–2017) nach dreißigjähriger Vorbereitungszeit begründet. Dieser studierte an der Recht- und Staatswissenschaftlichen Fakultät in Innsbruck Volkswirtschaftslehre und war Mitglied der Wiener akademischen Burschenschaft Olympia. 1982 wurde er mit der Herman-Haupt-Plakette ausgezeichnet. 
Das Lexikon umfasst derzeit neun Teilbände bzw. Supplementbände mit Biographien zu Burschenschaftern, die Politiker bzw. Künstler wurden. Als Beispiele seien hierfür pars pro toto genannt Robert Blum und dessen Sohn Hans Blum, Heinrich Wuttke, Robert Schumann und Emil Flechsig. Auch ein August Heinrich Hoffmann von Fallersleben, der Das Lied der Deutschen dichtete, und dessen Melodie von Joseph Haydns Österreichische Kaiserhymnen entlehnt wurde, ist darin vertreten.
Das Werk wurde im Auftrag der Gesellschaft für burschenschaftliche Geschichtsforschung e.V. (GfbG) im Winter Verlag herausgegeben. Die ersten sechs Teilbände des Lexikons wurden ab 1996 von Christian Hünemörder herausgegeben, zwei Supplementbände ab 2013 von Klaus Oldenhage. Zusammen umfassen die ersten acht Teilbände etwa 5.000 Biographien. Der zweite Band wurde 2018 von Peter Kaupp herausgegeben. Weitere Ergänzungen wurden online veröffentlicht.

## Bände
Der erste Band Politiker teilt sich in sechs Teilbände, die von 1996 bis 2005 erschienen, sowie zwei Supplementbände und einen Ergänzungsband.
Der zweite Band Künstler erschien 2018 postum.
- I. Band: Politiker. Heidelberg 1996–2014.
  - Teilband 1: A–E, 1996, 298 S.
  - Teilband 2: F–H, 1999, 433 S.
  - Teilband 3: I–L, 1999, 336 S.
  - Teilband 4: M–Q, 2000, 376 S.
  - Teilband 5: R–S, 2002, 588 S.
  - Teilband 6: T–Z, 2005, 460 S.
  - Teilband 7: Supplement A–K, 2013, 625 S.
  - Teilband 8: Supplement L–Z, 2014, 537 S.
  - Teilband 9: Nachträge (nur digital), 2021, 204 S. online
- II. Band: Künstler. Heidelberg 2018, 771 S.
  - Teilband 2: Nachträge (nur digital), 2025, 19 S. online